# Orozayym Narmatova
Orozayym Kochkonbayevna Narmatova (russe : Орозайым Кочконбаевна Нарматова Orozaïym Kotchkonbaïevna Narmatova, née le 19 février 1994 à Kara-Dyykan au Kirghizistan) est une militante et femme politique kirghize. Elle est brièvement députée du Conseil suprême entre décembre 2021 et janvier 2022.

## Biographie

### Jeunesse et activisme
Narmatova est née le 19 février 1994 à Kara-Dyykan, un village du district d'Uzgen dans le sud du Kirghizistan. Elle fait ses études concurremment entre l'université des finances et de droit de Moscou où elle étudie les finances et l'université d'État de Djalalabad où elle étudie l’ingénierie et la pédagogie.
À la tête du mouvement « Jashtar Koomu », Narmatova est contactée en 2014 par Sadyr Japarov pour rejoindre le parti politique Mekentchil, alors peu connu. Intéressée par la cause de la mine de Kumtor, dont Japarov est une figure d'opposition, elle accepte l'offre et rejoint le parti. Elle monte rapidement à la tête de celui-ci et est coprésidente entre 2015 et 2017. Elle fusionne son mouvement avec le parti en 2015, mais quitte l'organisation en réaction au support de certaines franges du parti envers Sooronbay Jeenbekov durant l'élection présidentielle de 2017, Narmatova préférant supporter Adakhan Madumarov. Elle joint alors la groupe « Myen makul emesmin » supporté par Madumarov,,. Durant les années suivantes, elle déménage à Moscou où elle dirige l'organisme « Menin Ukugum Bar ».

### Carrière politique
Elle participe aux élections législatives de 2020 sous la bannière de Kirghizistan uni, le parti de Madumarov. Elle est troisième sur la liste du parti. Lorsque Japarov est libéré de prison durant les manifestations de 2020, Narmatova se montre critique envers celui-ci. Elle déclare qu'elle ne croit pas que Japarov ait les capacités de diriger le pays et que ses actions une fois nommé premier ministre sont néfastes pour le pays. Elle est particulièrement critique de son refus de nationaliser la mine de Kumtor.
En septembre 2021, elle est arrêtée à l'aéroport d'Och alors qu'elle s’apprêtait à prendre le départ pour son domicile de Moscou. Elle est alors soupçonnée d'encourager des manifestations, ce qui équivaudrait à une tentative de renverser le régime pour prendre le contrôle du pays. Les médias locaux sont alors rapides pour mentionner que ces accusations sont les mêmes que celles que Japarov a reçues en 2012 et que Japarov lui-même a pri le pouvoir par la force une année auparavant. Namaratov se trouvait alors à Och pour les funérailles de son frère. Il est annoncé le lendemain qu'elle a été interrogée comme témoin et qu'elle a été libérée par la suite. Plus tard dans l'année, elle est de nouveau candidate pour Kirghizistan uni lors des élections législatives de 2021. Elle est cette fois élue et entre en poste le 29 décembre 2021. Le 14 janvier 2022, elle est de nouveau interrogée par les services de sécurité. Cette nouvelle arrestation est liée à son diplôme à l'université d'État de Djalalabad qu'elle aurait obtenu illégalement en recevant une exemption la dispensant des deux premières années du programme.
Son diplôme est révoqué le 19 janvier 2022. Un diplôme d'éducation supérieure étant requis pour être députée, la CEC la prive de son mandat le 21 janvier 2022. Son mandat est alors transféré à Aygul Aydarova.